# El Peñón (kommun i Colombia, Santander, lat 6,10, long -73,93)
El Peñón är en kommun i Colombia.   Den ligger i departementet Santander, i den centrala delen av landet, 170 km norr om huvudstaden Bogotá. Antalet invånare är 5 600.